# Мортироло
Перевал Мортиро́ло (итал. passo del Mortirolo), также перевал Фо́ппа (итал. passo di Foppa) — горный перевал в итальянских Альпах. Соединяет Маццо-ди-Вальтеллину (провинция Сондрио) и Камонику (провинция Брешиа). Подъём на перевал из Маццо-ди-Вальтеллины является одним из самых сложных в профессиональном шоссейном велоспорте и много раз использовался в маршруте этапов на гранд-туре Джиро д'Италия.
В мае 2004 года, тренируясь в итальянских Альпах, Ленс Армстронг заявил, что подъём на Мортироло самый сложный из всех, на которые ему когда-либо приходилось подниматься.

## Детали подъёма
На перевал можно подняться по трем дорогам. Подъём из Маццо-ди-Вальтеллины является наиболее известным, тогда как подъёмы с других сторон использовались на Джиро д'Италия только два раза.
- С севера из Маццо-ди-Вальтеллины: Фактически, настоящий подъём к вершине начинается в Маццо-ди-Вальтеллине и представляет собой 12.4 км с перепадом высот 1300 м, средним градиентом 10,5% и максимальным – 18%.[2]
- С севера из Грозьо: Восхождение берет начало в Грозьо и составляет 14.8 км с перепадом высот 1222 м и средним градиентом 8,3%.[3]
- С юга из Эдоло: Подъём к вершине перевала стартует в Эдоло и имеет длину 17.2 км, перепад высот 1153 м, средний градиент 6,7%.[4]
- С запада из Тово-ди-Сант-Агаты: Восхождение начинается в Тово и представляет собой 11.4 км с перепадом высот 1194 м и средним градиентом 10,5%.[5]

## Джиро д'Италия
Мортироло много раз входил в маршрут этапов на Джиро д'Италия и обычно выступал в качестве финишного или предпоследнего подъёма. Впервые он присутствовал на 15-м этапе Джиро между Морбеньо и Априкой в 1990 году. Восхождение тогда начиналось из Эдоло, но в следующие годы, вплоть до 2017, из-за крутизны спуска и аварий, которые на нем происходили, подъём на перевал по решению организаторов начинался в Маццо-ди-Вальтеллине.
После смерти Марко Пантани в 2004 году, на этапах Джиро c подъёмом на Мортироло, гонщику, первым заехавшему на вершину, вручаеться специальная премия Montagna Pantani ("Гора Пантани"). В 2006 году, на 8-м километре дороги к вершине из Маццо-ди-Вальтеллины, Итальянской ассоциацией профессиональных гонщиков был установлен памятник Марко Пантани.
| Год  | Этап | Первый на вершине      | Сторона              |
| ---- | ---- | ---------------------- | -------------------- |
| 2025 | 17   | Афонсу Эулалиу (POR)   | Эдоло                |
| 2024 | 15   | Кристиан Скарони (ITA) | Эдоло                |
| 2022 | 16   | Кун Бауман (NED)       | Эдоло                |
| 2019 | 16   | Джулио Чикконе (ITA)   | Маццо-ди-Вальтеллина |
| 2017 | 16   | Луис Леон Санчес (ESP) | Эдоло                |
| 2015 | 16   | Стивен Крёйсвейк (NED) | Маццо-ди-Вальтеллина |
| 2012 | 20   | Оливер Цаугг (SUI)     | Тово-ди-Сант-Агата   |
| 2010 | 19   | Иван Бассо (ITA)       | Маццо-ди-Вальтеллина |
| 2008 | 20   | Антонио Колом (ESP)    | Маццо-ди-Вальтеллина |
| 2006 | 20   | Иван Бассо (ITA)       | Маццо-ди-Вальтеллина |
| 2004 | 19   | Рафаэле Иллиано (ITA)  | Маццо-ди-Вальтеллина |
| 1999 | 21   | Иван Готти (ITA)       | Маццо-ди-Вальтеллина |
| 1997 | 21   | Владимир Белли (ITA)   | Маццо-ди-Вальтеллина |
| 1996 | 21   | Иван Готти (ITA)       | Маццо-ди-Вальтеллина |
| 1994 | 15   | Марко Пантани (ITA)    | Маццо-ди-Вальтеллина |
| 1991 | 15   | Франко Чиочиолли (ITA) | Маццо-ди-Вальтеллина |
| 1990 | 17   | Леонардо Сьерра (VEN)  | Эдоло                |

### Быстрейший темп*
| № | Гонщик                  | Год  | Темп   |
| - | ----------------------- | ---- | ------ |
| 1 | Иван Готти (ITA)        | 1996 | 42'40" |
| 2 | Марко Пантани (ITA)     | 1994 | 43'00" |
| 3 | Иван Готти (ITA)        | 1999 | 43'10" |
| 3 | Роберто Эрас (ESP)      | 1999 | 43'10" |
| 3 | Джильберто Симони (ITA) | 1999 | 43'10" |
| 6 | Иван Бассо (ITA)        | 2006 | 44'44" |
| 7 | Альберто Контадор (ESP) | 2015 | 45'07" |
| 8 | Альберто Контадор (ESP) | 2008 | 46'12" |
| 8 | Риккардо Рикко (ITA)    | 2008 | 46'12" |
| 8 | Эмануэле Селла (ITA)    | 2008 | 46'12" |

*При подъёме из Маццо-ди-Вальтеллины